# Introns
Introns är en ett remixalbum av LCD Soundsystem släppt i mars 2006 som en digital nedladdning.

## Låtlista
1. "Yr City's A Sucker" – 5:30
2. "Daft Punk Is Playing At My House" (Soulwax Shibuya Mix) – 6:34
3. "Disco Infiltrator" (FK:s Infiltrated Vocal) – 7:47
4. "Disco Infiltrator" (FK:s Infiltrated Dub) – 7:20
5. "Slowdive" (XFM Session) – 4:12
6. "Tribulations" (Tiga's Out Of The Trance Closet Mix) – 7:05
7. "Tribulations" (Lindstrom Mix) – 7:54
8. "On Repeat" (XFM Session) – 6:48
9. "Thrills" (XFM Session) – 3:31
10. "Too Much Love" (Rub 'N' Tug Mix) – 8:30